# Чарнецка, Мажена
Мажена Чарнецка (пол. Marzena Czarnecka, род. 17 ноября 1969, Забже, Катовицкое воеводство, Польша) — польский профессор Экономического университета в Катовице, где она возглавляет кафедру трансформации энергетики.
С 13 декабря 2023 года Чарнецка занимала пост министра промышленности в третьем кабинете Дональда Туска.

## Образование
Чарнецка получила степень магистра на факультете права и администрации Силезского университета в Катовице и докторскую степень в Экономическом университете в Катовице.
26 сентября 2019 Чарнецка получила степень доктора экономики в Экономическом университете в Катовице. Её диссертация называлась «Obowiązki informacyjne a zachowania konsumentów na rynku energii elektrycznej». Её работа принесла ей награду Wielki Orzeł («Большой орел») от Центра антимонопольных и регуляторных исследований Варшавского университета.

## Карьера
В 1999 году Чарнецка вместе с Томашем Оглодеком основала юридическую фирму. С 2012 по 2017 год была директором юридического департамента Tauron Polska.
С 2007 года Чарнецка занимает должность судьи Окружного дисциплинарного суда при Окружной палате юридических консультантов Катовице. В 2020 году она была назначена профессором в Университете экономики в Катовице, где возглавляет кафедру трансформации энергии.
8 декабря 2023 лидер «Гражданской платформы» и бывший премьер-министр Дональд Туск объявил, что намерен назначить Чарнецку главой нового Министерства промышленности, которое будет базироваться в Катовице. Она будет отвечать за создание министерства, которое будет заниматься добычей угля, до того, как в Польше появится коммерческая атомная энергия.